# Gonzalo Serrano Rodríguez
Gonzalo Serrano Rodríguez   (Madrid, 17 d'agost de 1994) és un ciclista espanyol, professional des del 2017. Actualment corre a l'equip Movistar Team.
Serrano s'inicià en el ciclisme a la Unió ciclista de San Sebastián de los Reyes. El 2013 i 2014 va córrer al club gallec Super Froiz, abans de fitxar per l'EC Magro, dirigit per l'ex-ciclista Jesús Rodríguez Magro. Durant la temporada 2016 va demostrar ser un dels millors ciclistes aficionats espanyols, amb victòries a la general de la Volta a Segòvia i la Volta a Toledo, entre d'altres. Aquell mateix any fou seleccionat per disputar el Tour de l'Avenir, el Campionat d'Europa i els campionats mundials. El 2017 fitxà pel l'equip amateur del Caja Rural-Seguros RGA, confirmant la seva evolució en guanyar la classificació final de la Copa d'Espanya de ciclisme. A finals de juliol es va incorporar a l'equip professional del Caja Rural-Seguros RGA com a stagiaire. El 2018 inicià la temporada amb el primer equip del Caja Rural-Seguros RGA El 2021 fitxà pel Movistar Team.
El setembre de 2022 aconseguí la seva victòria més important, en guanyar la general de la Volta a la Gran Bretanya.

## Palmarès
- 2016
  - 1r a la Volta a Segòvia
  - 1r a la Volta a Toledo i vencedor d'una etapa
- 2017
  - 1r a la Copa d'Espanya de ciclisme
  - 1r al Circuit Guadiana
  - 1r a l'Aiztondo Klasika
  - Vencedor d'una etapa a la Volta a la província de València
- 2020
  - Vencedor d'una etapa a la Volta a Andalusia
- 2021
  - Vencedor d'una etapa a la Volta a Andalusia
- 2022
  - 1r a la Volta a la Gran Bretanya i vencedor d'una etapa
- 2023
  - 1r al Gran Premi de Valònia

## Resultats a la Volta a Espanya
- 2019. 135è de la classificació general
- 2020. 57è de la classificació general